# Biuro Badań Technicznych Broni Pancernych
Biuro Badań Technicznych Broni Pancernych (B.B.T.Br.Panc.) – instytucja naukowo-doświadczalna Wojska Polskiego w II Rzeczypospolitej.
Biuro Badań Technicznych Broni Pancernych zorganizowane zostało  na podstawie rozkazu I wiceministra Spraw Wojskowych z dniem 1 grudnia 1934 roku .

## Struktura biura
Struktura organizacyjna w 1934 :
- sekretariat
- dział projektów i konstrukcji
- dział warunków technicznych,
- dział administracyjno-handlowy
- laboratoria i stacja prób
- warsztat doświadczalny

W styczniu 1939 roku dział laboratoryjny podzielono na laboratorium chemiczne i mechaniczne .

## Obsada personalna biura
Pokojowa obsada personalna biura w marcu 1939 roku
- kierownik biura – płk Patryk O’Brien de Lacy (od 1 XII 1934)
- kier. wydziału projektów i konstrukcji – mjr Rudolf Gundlach
- kier. referatu – mjr January Suchodolski
- kier. referatu – kpt. Jan Jesionek
- kier. referatu – kpt. Stefan Józef Wikarski
- kier. działu prób – mjr Edward Karkoz
- kier. referatu – kpt. Leon Wawrzyniec Czekalski
- kier. stacji prób silników – kpt.  Władysław Witold Godłowski
- kier. wydziału technicznego – mjr Antoni Seweryn Popławski
- kierownik warsztatu doświadczalnego – kpt. Kazimierz Antoni Grüner †1940 Katyń[4]
- kierownik laboratorium mechaniczno-technicznego – mjr inż. Jan Obłoczyński